# NGC 3224
NGC 3224 is een elliptisch sterrenstelsel in het sterrenbeeld Luchtpomp. Het hemelobject werd op 18 april 1835 ontdekt door de Engelse astronoom John Herschel.

## V Antliae
Vanaf de aarde gezien is het stelsel NGC 3224 op schijnbaar korte afstand verwijderd van de veranderlijke ster V Antliae. NGC 3224 is net ten noordoosten van V Antliae te vinden. In werkelijkheid is de afstand tussen beide objecten veel groter daar V Antliae een voorgrondster betreft, behorend tot het melkwegstelsel, terwijl NGC 3224 een sterrenstelsel is dat zich ver buiten het melkwegstelsel bevindt.

## Synoniemen
- ESO 375-13
- MCG -6-23-24
- PGC 30314